# Casa de Sam Thiago
A Casa de Sam Thiago, ou Casa de Santiago é um solar edificado em meados do século XVII, em Custóias, no município de Matosinhos, outrora parte do morgadio de Sam Thiago, uma grande propriedade rural.
Próxima da igreja paroquial, junto ao largo da feira, a Casa de Sam Thiago é um dos imóveis mais belos e emblemáticos da freguesia de Custóias. É um magnífico exemplo da arquitectura civil desde período e do poder económico que algumas famílias conseguiram alcançar nessa época. O conjunto arquitectónico é rodeado por belos jardins e possui uma casa senhorial com capela privada anexa às dependências.
Actualmente, a Casa de Sam-Thiago é um espaço para a realização de eventos e festas.

## História
A casa nasceu a partir de uma propriedade pertencente ao Bailiado de Leça do século XVI. Nesta época, era constituída por uma exploração agrícola de boas dimensões, com torre, casa de sobrado, cozinha, aidos e celeiro. Aparece em 1717 na posse de João Dias da Silva. Com o casamento de sua filha Ana Maria Dias com Domingos Gonçalves Lopes, é instituído o morgadio. José Gonçalves Lopes, o filho do casal, tornou-se capitão-mor da Baliagem de Malta e administrador da Casa, tendo casado D. Ana Maria de Jesus da Silva, filha do Capitão das Ordenanças Manuel da Silva Guimarães e de Antónia Maria Martins, senhores das Quintas do Rio e da Devesa, em Ramalde. O filho de tal casamento, Domingos Gonçalves Lopes, capitão-mor e administrador do morgado apresentou uma justificação para uso de armas, esculpidas no portão principal, partidas, no campo esquerdo, as armas dos Lopes e, no campo direito, as armas dos Silvas.
Durante o cerco do Porto, entre 1832 e 1833, o rei D. Miguel pernoitou na casa de Santiago, cujas tropas absolutistas se encontravam estacionadas nas redondezas.
No entanto, a casa de Santiago entra em decadência, o que levou à venda da propriedade, em 1850, à abastada família portuense Pestana da Silva, que ainda hoje a conserva.